# Собор Святої Софії (Рим)
Собор святої Софії (італ. Basilica di Santa Sofia) — греко-католицький собор в Римі (XIV район), споруджений наприкінці 1960-х патріархом Йосифом (Сліпим).

## Історія
Відразу після повернення зі сибірської каторги у лютому 1963 року Блаженніший Йосиф Сліпий почав старання та збір коштів на побудову української церкви в Римі.
Італійський архітектор Лючіо ді Стефано розробив план будівництва храму на основі планів первісної будівлі Київської Софії — п'ятибанної тринавної церкви в українському неовізантійському стилі.
У червні 1967 року розпочато будову, а 27–28 вересня 1969 року Блаженніший Йосиф та сімнадцять владик в присутності Папи Павла VI, який переніс сюди із базиліки святого Климента частину мощей св. Климента І і поклав під головний престіл, довершили посвячення собору Святої Софії і запрестольної мозаїки — спроєктованої видатним українським митцем Святославом Гординським.
На відкритті собору на службі співав мюнхенський жіночий хор «Діброва» під керівництвом Марії Гарабач.

## Сучасність
З вересня 2011 року проводилась реконструкція собору під проводом Товариства «Свята Софія», котре є юридичним власником храму та прилеглої території. Одним із найважливіших завдань була реставрація цінної мозаїки, яка вкриває стіни храму. Реставратори очистили, а в деяких місцях переклали мозаїку заново. У соборі також замінили системи опалення і електромереж, заново позолотили куполи, змінили функціональність підвальних приміщень. У підвалі собору облаштовано парафіяльний зал, де парафіяни можуть зустрічатися після літургії, влаштовувати свята та урочистості. За собором збудовано будинок для пароха, відкрито магазин духовної літератури, змінено навколишній ландшафт. Пожертви, як і колись на побудову собору, збирались по всьому світі.
14 жовтня 2012 року під час урочистої Архиєрейської Божественної Літургії, яку проводив Глава УГКЦ Блаженніший Святослав (Шевчук) відбувся символічний акт благословення відновленого собору Святої Софії. З Блаженніший Святославом співслужили Глави Східних католицьких церков, зокрема: Патріарх Антіохійський Григорій ІІІ (Лахам), Глава Мелхітської ГКЦ, Блаженніший Мар Баселіос (Клееміс), Глава Сиро-маланкарської церкви, Високопреосвященний Ян (Баб'як), Архієпископ-митрополит Пряшівський, Глава Словацької ГКЦ, Високопреосвященний Вільям (Скурла), Митрополит Пітсбурзький, Глава Русинської ГКЦ у США, — а також кардинал Роже Ечеґерай, вислужений президент Папської ради «Справедливість і мир», митрополити та єпископи УГКЦ з України та поселень, Голова Єпископської конференції Білорусі Архієпископ Тадеуш Кондрусєвіч, єпископ Йосип Верт, Ординарій Новосибірської дієцезії в Росії, який також є ординарієм для вірних візантійського обряду в цій країні, а також приблизно півтори сотні священників.
28 січня 2018 року Папа Римський Франциск на запрошення верховного архієпископа Української греко-католицької церкви Святослава відвідав собор Святої Софії у Римі, де зустрівся з українськими мігрантами. Після візиту Папи Франциска до собору у Ватикані випустили листівку з мозаїками цього собору, «щоб показати красу вашого храму цілому світові». Листівки присвятили часу Великого посту, всередині помістили розпорядок великопосних реколекцій для працівників різних декастерій ватиканської курії.

## Оформлення

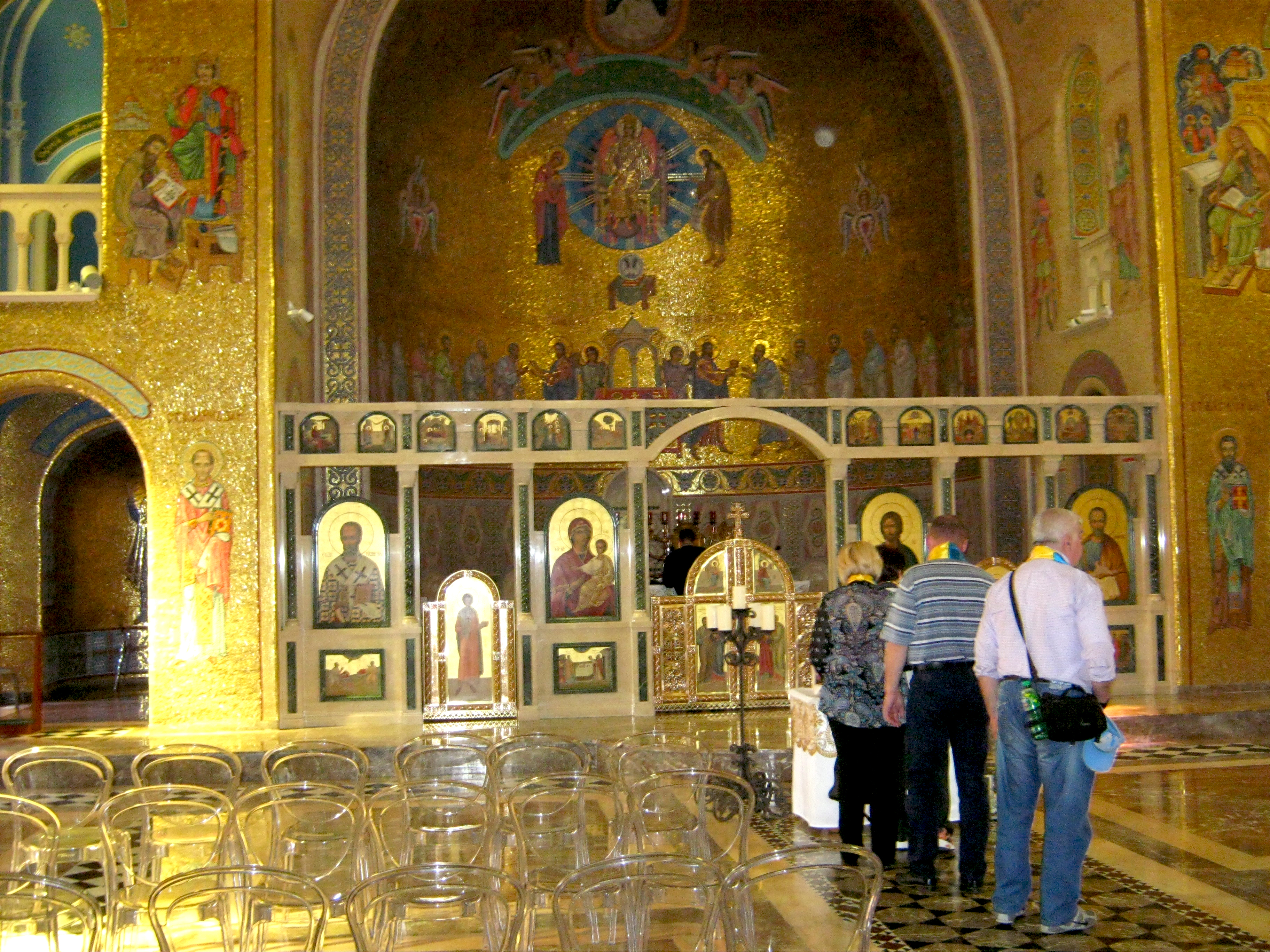
Собор Святої Софії в Римі. Іконостас
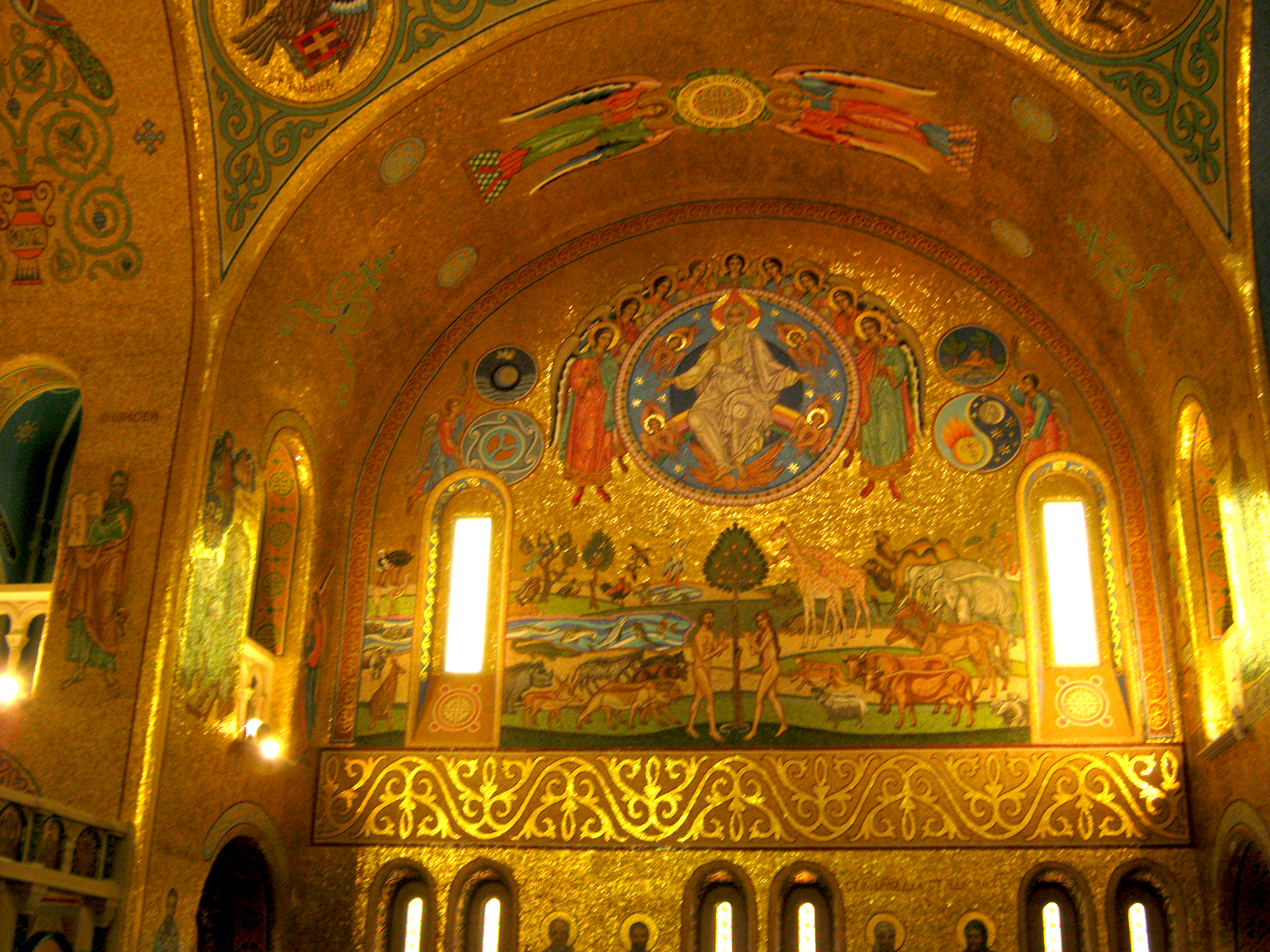
Собор Святої Софії в Римі. Мозаїка
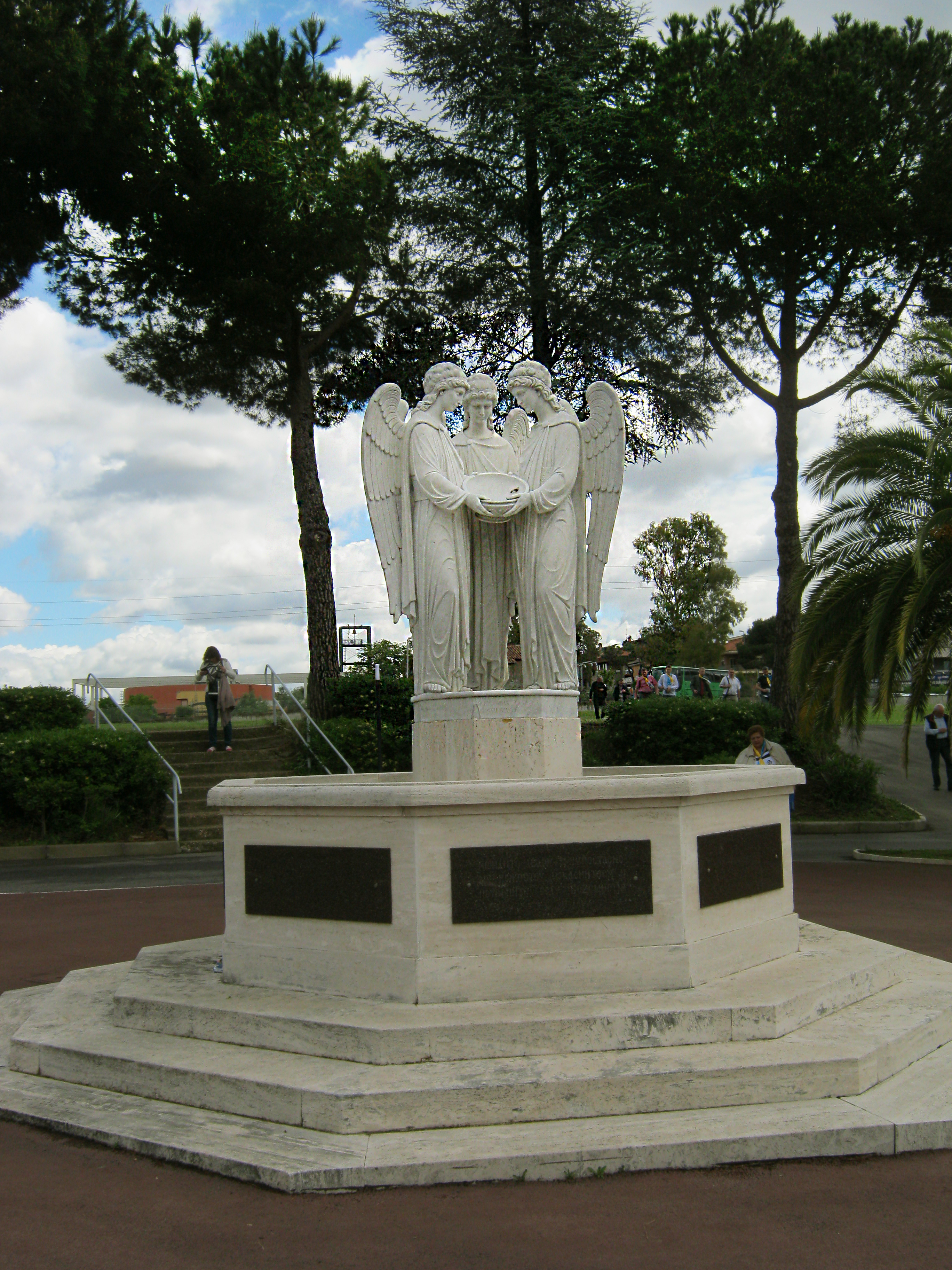
Собор Святої Софії в Римі. Скульптора «Три Ангели», роботи Уґо Мацеї

Весь собор зсередини покритий мозаїкою. Мистецьке оздоблення собору, як мозаїк, так і вітражів, розробив Святослав Гординський, а мозаїчні роботи виконала школа Марка Тулія Монтічеллі. За головним престолом знаходяться мозаїки Софії Божої Премудрості та Пресвятої Євхаристії. Над верхнім сідалищем поміщено герб Патріярха Йосифа з написом «Per aspera ad astra» («Через терня — до зір»). У правій апсиді храму знаходиться захристія, а в лівій — проскомидійник з мозаїчною іконою Оранти на стіні, перед яким закритий отвір до крипти.
Патріярх Йосиф особисто склав план декоративного наповнення храму. У куполі зображений Ісус Христос Пантократор в оточенні архангелів та ангелів.
На вітражах у куполі зображено вісім Києво-Галицьких Митрополитів: Іларіона (?–1055), Климентія Смолятича (1147–1155), Петра Акеровича (1242–1246), Григорія Цамблака (1414–1419), Ісидора (1433—1458), Михайла Рагозу (?–1599), Петра Могилу (1633–1647) та Йосифа Веньямина Рутського (1613–1637). На передній стіні праворуч від святилища зображено літописця «Повісти временних літ», а ліворуч — князя Ярослава Мудрого. Навпроти них відповідно — Даниїл Паломник, що ставить лямпаду «від усієї Руської Землі» на Божому Гробі в Єрусалимі та Володимир Мономах.
Проєкт іконостасу також розробив Святослав Гординський, працю в мармурі виконав Уґо Мацеї, а ікони розписав єромонах Ювеналій Мокрицький, Студит.
На площі перед собором знаходиться водограй із скульпторою «Три Ангели», роботи Уґо Мацеї.
Чотири мармурових сходинки, які ведуть до храму, символізують чотири моральні чесноти: розсудливість, справедливість, витривалість і стриманість. Поруч зі собором Святої Софії знаходиться будівля Українського католицького університету.

## Крипта собору святої Софії
У крипті собору Святої Софії в Римі спочивають Галицький Митрополит Йосиф (Сембратович), перенесений із цвинтаря Кампо Верано), Архієпископ Іван (Бучко), Владики Стефан (Чміль) та Іван (Хома), засновник кооперативного руху в Україні Юліан Павликовський, княгиня Тереса Сангушко-Сапіга, архимандриня сестер василіанок Клавдія Федаш і студент УКУ Григорій Смерека. У храмі спочивали тлінні останки Патріарха Йосифа. За заповітом патріарха його тіло було перенесене до крипти собору Святого Юра у Львові і поховане біля гробу Митрополита Андрея (Шептицького).

## Значення
Собор святої Софії в часи підпілля Української греко-католицької церкви мав титул прокатедри святого Юра у Львові, а зараз зберігає титул кардинальської базиліки Риму, є відпустовим місцем для усіх прочан, які його відвідують.